# Supercoppa del Kosovo
La Supercoppa del Kosovo, in albanese Super Kupës së Kosovës, è la competizione annuale in cui si affrontano in un'unica gara i campioni del Kosovo in carica con i detentori della Coppa del Kosovo.

## Formula
Si affrontano in gara secca le squadre che hanno conquistato il titolo nazionale e quelle che hanno conquistato la coppa nazionale. Lo stadio in cui disputare la gara viene deciso tramite previo sorteggio, e lo stesso può anche essere il campo casalingo di una delle due squadre. La squadra campione del Kosovo gioca "formalmente" in casa; se nei tempi regolamentari persiste il pareggio, si procede con i tempi supplementari ed eventualmente con i tiri di rigore.
Nel caso in cui una squadra vinca campionato e coppa nella stessa stagione, la supercoppa le viene assegnata d'ufficio dalla federazione, in quanto la compagine è già vincitrice di un double nazionale.

## Albo d'oro
| Anno | Data            | Vincitore     | Risultato                                              | Finalista                                              |
| ---- | --------------- | ------------- | ------------------------------------------------------ | ------------------------------------------------------ |
| 1994 | ?               | Dukagjini     | 0 - 0 (dts) 5 - 4 (dtr)                                | Prishtina                                              |
| 1996 | -               | Prishtina     | Vincitore di Campionato e Coppa nella stessa stagione. | Vincitore di Campionato e Coppa nella stessa stagione. |
| 1998 | -               | non disputata | non disputata                                          | non disputata                                          |
| 1999 | -               | non disputata | non disputata                                          | non disputata                                          |
| 2000 | ?               | Gjilani       | 4 - 1                                                  | Prishtina                                              |
| 2001 | ?               | Prishtina     | 3 - 0                                                  | Drita                                                  |
| 2002 | -               | Besiana       | Vincitore di Campionato e Coppa nella stessa stagione. | Vincitore di Campionato e Coppa nella stessa stagione. |
| 2003 | 16 agosto 2008  | KEK           | 2 - 1                                                  | Drita                                                  |
| 2004 | 20 agosto 2008  | Prishtina     | 4 - 0                                                  | Kosova                                                 |
| 2005 | -               | Besa Peć      | Vincitore di Campionato e Coppa nella stessa stagione. | Vincitore di Campionato e Coppa nella stessa stagione. |
| 2006 | 13 agosto 2006  | Prishtina     | 3 - 1                                                  | Besa Peć                                               |
| 2007 | -               | Besa Peć      | Vincitore di Campionato e Coppa nella stessa stagione. | Vincitore di Campionato e Coppa nella stessa stagione. |
| 2008 | 29 agosto 2008  | Prishtina     | 1 - 0                                                  | Vëllaznimi                                             |
| 2009 | 10 agosto 2009  | Prishtina     | 5 - 2                                                  | Hysi                                                   |
| 2010 | 8 agosto 2010   | Trepça        | 2 - 0 (dts)                                            | Liria                                                  |
| 2011 | 13 agosto 2011  | Hysi          | 3 - 1                                                  | Besa Peć                                               |
| 2012 | 12 agosto 2012  | Trepça '89    | 1 - 0                                                  | Prishtina                                              |
| 2013 | -               | Prishtina     | Vincitore di Campionato e Coppa nella stessa stagione. | Vincitore di Campionato e Coppa nella stessa stagione. |
| 2014 | 10 agosto 2014  | Vushtrria     | 2 - 0                                                  | Feronikeli                                             |
| 2015 | -               | Feronikeli    | Vincitore di Campionato e Coppa nella stessa stagione. | Vincitore di Campionato e Coppa nella stessa stagione. |
| 2016 | 13 agosto 2016  | Prishtina     | 2 - 0                                                  | Feronikeli                                             |
| 2017 | 12 agosto 2017  | Trepça '89    | 5 - 0                                                  | Besa Peć                                               |
| 2018 | 13 agosto 2018  | Drita         | 2 - 1                                                  | Prishtina                                              |
| 2019 | -               | Feronikeli    | Vincitore di Campionato e Coppa nella stessa stagione. | Vincitore di Campionato e Coppa nella stessa stagione. |
| 2020 | 23 gennaio 2021 | Prishtina     | 3 - 1                                                  | Drita                                                  |
| 2021 | 17 agosto 2021  | Llapi         | 3 - 1                                                  | Prishtina                                              |
| 2022 | 21 gennaio 2023 | Ballkani      | 1 - 0                                                  | Llapi                                                  |
| 2023 | 20 gennaio 2024 | Prishtina     | 2 - 1                                                  | Ballkani                                               |
| 2024 | -               | Ballkani      | Vincitore di Campionato e Coppa nella stessa stagione. | Vincitore di Campionato e Coppa nella stessa stagione. |

## Titoli per club
| Club       | Partecipazioni | Vittorie | Sconfitte | Anni vittorie                                              | Anni sconfitte                     |
| ---------- | -------------- | -------- | --------- | ---------------------------------------------------------- | ---------------------------------- |
| Prishtina  | 15             | 11       | 5         | 1995, 1996, 2001, 2004, 2006, 2008, 2009, 2013, 2016, 2020 | 1994, 2000, 2012, 2018, 2021, 2023 |
| Besa Peć   | 5              | 2        | 3         | 2005, 2007                                                 | 2006, 2011, 2017                   |
| Feronikeli | 4              | 2        | 2         | 2015, 2019                                                 | 2014, 2016                         |
| Trepça '89 | 2              | 2        | -         | 2012, 2017                                                 |                                    |
| Ballkani   | 2              | 2        | 1         | 2022, 2024                                                 | 2023                               |
| Drita      | 3              | 1        | 2         | 2018                                                       | 2001, 2020                         |
| Hysi       | 2              | 1        | 1         | 2011                                                       | 2009                               |
| Llapi      | 1              | 1        | -         | 2021                                                       | -                                  |
| Vushtrria  | 1              | 1        | -         | 2014                                                       | -                                  |
| Trepça     | 1              | 1        | -         | 2010                                                       | -                                  |
| KEK        | 1              | 1        | -         | 2003                                                       | -                                  |
| Besiana    | 1              | 1        | -         | 2002                                                       | -                                  |
| Gjilani    | 1              | 1        | -         | 2000                                                       | -                                  |
| Dukagjini  | 1              | 1        | -         | 1994                                                       | -                                  |
| Vëllaznimi | 1              | -        | 1         | -                                                          | 2008                               |
| Kosova     | 1              | -        | 1         | -                                                          | 2004                               |
| Liria      | 1              | -        | 1         | -                                                          | 2010                               |